# Macchi M.33

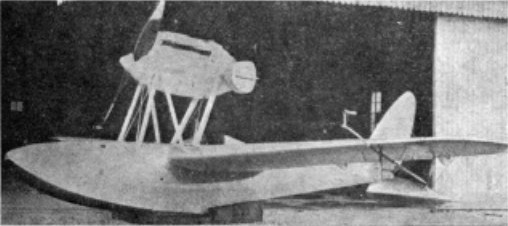

Le Macchi M. 33 est un hydravion de course italien qui a concouru au trophée Schneider 1925.

## Conception et développement
Le Macchi M.33 est un hydravion en bois, monoplace, monoplan à ailes hautes avec une bonne efficacité aérodynamique pour son temps. Son aile cantilever était assez épaisse et supportait des flotteurs de stabilisation de chaque côté. En 1925, l’Italie manquait de moteurs de course performants, le M.33 fut donc équipé d'un moteur Curtiss D-12 de 1923 produisant 507 ch, installé dans une nacelle située au-dessus du fuselage, et entraînant une hélice bipale.
Les moteurs D-12 équipant les M.33 étaient usés, peu fiables et manquaient de puissance face aux moteurs étrangers plus récents. Les pilotes signalèrent également de l'aéroélasticité.

## Histoire opérationnelle

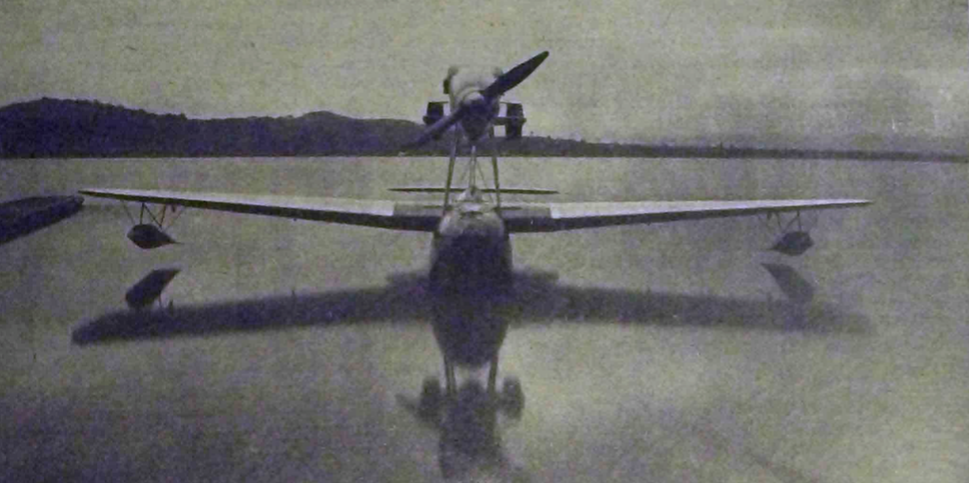

En dépit des lacunes du M.33, l'Italie engagea deux exemplaires au trophée Schneider 1925, organisé par les États-Unis, à Baltimore, dans le Maryland. L'avion piloté par Riccardo Morselli fut retiré de la course en raison de problèmes d'allumage. Giovanni de Briganti pilotait l'autre M.33. Pendant la course, il n'utilisa pas toute la puissance, de peur d'avoir des problèmes moteur et fut retardé par une erreur de navigation durant le deuxième des sept tours de la course. Il finit la course en troisième place avec une vitesse moyenne de 271 km/h, derrière le Gloster IIIA britannique piloté par Hubert Broad, qui finit deuxième à une vitesse moyenne de 321 km/h, lui-même derrière le Curtiss R3C-2 américain vainqueur, piloté par Jimmy Doolittle (1896-1993), qui termina à une vitesse moyenne de 374 km/h.
Le M.33 de De Briganti fut le dernier hydravion à coque à concourir au trophée Schneider.

## Dans la culture populaire
Le Macchi M. 33 fut l’inspiration d’Hayao Miyazaki pour dessiner l’emblématique hydravion rouge du personnage éponyme du film d’animation Porco Rosso du studio ghibli.